# 法国议会
法国议会（法語：Parlement français）是法国政府中审议和制定法律的立法機關，目前实行两院制並由以下兩部分組成：
- 上议院，也就是参议院（法語：Sénat）。
- 下议院，也就是国民议会（法語：Assemblée nationale）。

## 组织和权力
每个议院在不同的地点召开会议:
- 参议院：卢森堡宫
- 国民议会：波旁宫

兩個议院都有各自的议事程序和规则，然而他们有时会聚集為一整体，共組兩院聯席會議，在凡尔赛宫裡召开修订法国宪法的会议。国会每年的会议期是九个月，但在特殊情况下，总统可以召开特别会议。法國總統有權解散國會，而且無須總理副署。虽然国会权力在法兰西第五共和国时期遭到了削弱，但国民议会如果通过了对政府的不信任动议，那么政府仍然需要辞职，提前大選。做为对此不信任动议的结果，新的政府总理和部长必须得到国民议会的多数党支持。
法国政府的内阁对法国国会的议程具有强大的影响力，政府同样可以向审议中的议案附加条款，除非议案遭到反对（提议后的24小时内）或得到多数票否决（提议后的48小时内），附加条款就被自动采纳而无需投票。国会议员享受议员豁免权，如果有必要的话，他们可以建立国会查询委员会，并具有广泛的调查权力。